# FK Laktaši
Le FK Laktaši est un club bosnien de football basé à Laktaši et fondé en 1974. 

## Histoire
Entre 2007 et 2010, le club évolue en première division.

## Palmarès
- Championnat de République serbe de Bosnie 
  - Champion : 2007